# Голямото междучасие
„Голямото междучасие“ (на английски: Recess) е американски анимационен сериал. Излъчването му е от 13 септември 1997 г. до 5 ноември 2001 г. През 2001 г. излиза филма на видео „Ваканцията: Строго забранена“.

## Герои
- Ти Джей – главния герой от филмчето. Той е водачът на тайфата. Озвучава се от Рос Малинджър в първия сезон и от Андрю Лорънс в останалите.
- Спинели – Тя е толкова ядосана и е враг на Рандъл и приятел на тайфата. Озвучава се от Памела Адлон.
- Винс – Съквартирант на Ти Джей. Той е втората команда на тайфата. Озвучава се от Рики Дишон Колинс.
- Майки – Най-дебелото хлапе в Трето Основно Училище. Той е толкова дебел и гигантичен. Озвучава се от Джейсън Дейвис, Робърт Голе е певческия му глас.
- Гретхен – Най-умното момиче в училище и мозъка от тайфата на Ти Джей. Тя е най-добрата приятелка е Спинели. Озвучава се от Ашли Джонсън.
- Гюс – Последният от тайфата. Малко е мълчалив и тъжен, но за сметка на това е страхотен лидер, когато му се предостави възможността. Озвучава се от Кортланд Мийд.
- Г-жа Финстър – Главният злодей от филмчето. Тя е много строга и самовлюбена. Озвучава се от Ейприл Уинчъл.
- Цар Боб – Самокоронованият цар на площадката. Той харесва да командва другите, но е много добър приятел на Ти Джей, Гретхен, Спинели, Майки, Винс и Гюс. Озвучава се от Торан Коудъл.
- Директор Прикли – Директор на училището. Макар че е строг като г-жа Финстър, той не е самовлюбен. Понякога показва, че наистина го е грижа за децата. Озвучава се от Дабни Колман.
- Рандъл – Доносник на г-жа Финстър. Най-смъртният враг е Спинели и групата. Озвучава се от Райън О'Донахю.
- Ашлитата – Те са красиви и надути момиченца Постоянно възкликват „скандално!“ и се кикотят. Озвучават се от Анди Макафи, Франческа Смит, Рейчъл Крейн, Камил Уинбуш (сезон 1) и Ашли Джонсън (останалите).
- Копачите Дейв и Сам – Приличат си като две капки вода, но въпрек итова не са идентични близнаци. Постоянно копаят по време на междучасието, което е препратка към идеята, че сериалът прави аналогия между училището и затвора. Озвучават се от Клий Багър и Райън О'Донахю.
- Лаусън – Най-лошият играч и враг на Спинели, Гретхен, Гюс, Винс, Майки и Ти Джей. Озвучава се от Ерик Вон Детън.

## „Голямото междучасие“ в България
В България сериалът започва на 22 януари 2005 г. по Канал 1. Дублажът е нахсинхронен и е записан от студио Александра Аудио, тъй като той е продуциран от Disney Character Voices International. Преведен е като „Голямото междучасие“.
На 23 януари 2012 г. започва повторно излъчване по Disney Channel, всеки делник от 12:30, 6:25 и 6:50 и от събота и неделя от 7:40. На 24 декември 2012 г. се излъчва следващия сезон. Излъчването по канала спира на следващата година.
| Творчески ръководител           | Венета Янкова |
| Преводач                        | Нина Гавазова |
| Български текст на песните      | Цветомира Михайлова |
| Режисьор на дублажа             | Симона Нанова |
| Тонрежисьор                     | Пламен Чернев |
| Озвучаващи актьори              | Дима Пройкова (Ти Джей) Албена Михова (Майки) Здрава Каменова (Гюс) Йорданка Илова (Гретхен) Деян Ангелов (Винс) Соня Костадинова (Спинели) Василка Сугарева (Г-ца Алордейн Гротки) Илка Зафирова (Г-ца Финстър) Иван Джамбазов (Директор Прикли) Пепа Николова Ангел Генов (Цар Боб) Цанко Тасев (Капитан Брад) Нина Гавазова Петя Абаджиева Ирина Маринова Александра Грънчарова Ненчо Балабанов Дарин Ангелов Сава Пиперов Стефан Сърчаджиев-Съра Светлана Смолева Симона Нанова Златина Йорданова Елена Бозова Георги Стоянов Анатолий Божинов Кирил Бояджиев Тодор Николов |
| Обработка                       | Александра Аудио |
| Продуцент на българската версия | Disney Character Voices International |